# Metrosideros halconensis
Metrosideros halconensis là một loài thực vật có hoa trong Họ Đào kim nương. Loài này lần đầu tiên được J.W. Dawson mô tả chính thức vào năm 1976, dựa trên công trình trước đó của Merrill.